# Zamarada cucharita
Zamarada cucharita är en fjärilsart som beskrevs av Fletcher 1974. Zamarada cucharita ingår i släktet Zamarada och familjen mätare. Inga underarter finns listade i Catalogue of Life.